# Psyllocarpus intermedius
Psyllocarpus intermedius là một loài thực vật có hoa trong họ Thiến thảo. Loài này được E.L.Cabral & Bacigalupo miêu tả khoa học đầu tiên năm 1997.